# Setida
Setida là một chi bướm đêm thuộc họ Erebidae.